# ブルーノ・メグレ
ブルーノ・メグレ（Bruno Mégret、1949年4月4日 - ）は、フランスの官僚、政治家。反EU、反移民などを唱える極右政党共和国運動党首。妻はヴィトロル市前市長のカトリーヌ・メグレ。

## 経歴
1949年4月4日、パリ生まれ。パリ随一の名門リセのリセ・ルイ＝ル＝グランを経て、フランス理工系最高峰のエコール・ポリテクニーク卒業。国土整備関係のエンジニアを経て、シャルル・パスクワの推薦で対外関係省に入り、1981年の国民議会議員選挙に保守第一党の共和国連合公認でイヴリーヌ県から立候補したものの落選した。
1985年に国民戦線に入党した。1986年3月の国民議会議員選挙に国民戦線から出馬して当選し、1988年6月まで務める。
1989年の欧州議会議員選挙に国民戦線から出馬して当選し、1999年まで務める。1992年3月に初当選してから2002年3月までプロヴァンス＝アルプ＝コート・ダジュール地域圏議会議員を務める。2001年3月からマルセイユ市議会議員を務めている。

## 国民戦線内の経歴
- 1987年に1988年フランス大統領選挙に出馬するジャン＝マリー・ル・ペン党首の選対責任者に任命される。
- 1988年10月に同党ナンバー2の全国代表に任命される。
- 1990年10月に同党のプロヴァンス＝アルプ＝コート・ダジュール地域圏代表に任命される。

## 共和国運動を結成
メグレは1998年に国民戦線の乗っ取りを試みたが、ル・ペン党首との権力闘争に敗れて同年の12月13日に除名された。
メグレは自らを支持する国民戦線の党員・幹部を引き連れて、1999年1月23日-25日に党大会を開催し、国民戦線-国民運動を結党し、メグレが党首に就任した。しかし、5月11日にパリ大審裁判所はメグレ派が 国民戦線という党名とマークを使用することを禁止した。
1999年欧州議会議員選挙(6月13日、投票)にメグレ派は候補者を擁立したが、フランス全土で57万8774票(3.28%)を得るにとどまり、議席は一つも獲得できず、敗退に終わった。1999年10月2日に党大会を開き、党名を共和国運動に変更した。
2002年フランス大統領選挙にメグレが出馬したものの、66万7026票(2.34%)を得ただけで惨敗した。2002年国民議会議員選挙(6月9日、16日、投票)では577の小選挙区のうち571選挙区に党公認候補を擁立したが、フランス全土で27万6376票(1.1%)を得ただけで当選者はゼロだった。
2006年12月20日にメグレはル・ペン党首と会談して、2007年フランス大統領選挙で共和国運動がル・ペン候補を支持することで合意した。
2007年国民議会議員選挙(6月10日、17日、投票)では「反移民・反イスラム化・反治安悪化」をスローガンにして379名の党公認候補を擁立したが、当選者はゼロだった。